# 小薩姆比爾
51°5′59″N 33°3′6″E / 51.09972°N 33.05167°E
小薩姆比爾（烏克蘭語：Малий Самбір）是位於烏克蘭東北部的村莊，由蘇梅州科諾托普區的波皮夫卡市鎮負責管轄。該村處於小羅緬河畔，分別距離蓋基2.5公里、布羅季和庫特1公里，海拔高度144米，2001年人口709。